# وليد سحاري
وليد سحاري لاعب كرة قدم سعودي ، في خط الدفاع.
مثل نادي النصر في الفئات السنية و إنتقل إلى نادي ضمك في عام 2017 و أعير إلى نادي نجران مطلع عام 2019 و وقع مع نادي الجبلين في صيف 2019 .